# Eğrigöl, Bergama
Eğrigöl là một xã thuộc huyện Bergama, tỉnh İzmir, Thổ Nhĩ Kỳ. Dân số thời điểm năm 2010 là 212 người.